# Rhinolabia parthenopeia
Rhinolabia parthenopeia is een vlokreeftensoort uit de familie van de Lysianassidae. De wetenschappelijke naam van de soort is voor het eerst geldig gepubliceerd in 1971 door Ruffo.